# Liaoning Daily
Liaoning Daily (chinesisch 辽宁日报, Pinyin Liáoníng Rìbào, englisch Liaoning Daily) ist das offizielle Organ der Kommunistischen Partei Chinas der Liaoning Provinz im Norden Chinas. Die Zeitung wird seit dem 1. September 1954 durch die Liaoning Daily Newspaper Group in Shenyang publiziert.